# Gic
Gic község Veszprém vármegyében, a Pápai járásban.

## Fekvése
A Bakony hegység és a Sokorói-dombság közötti völgyben fekszik, Veszprém vármegye északi határán, a Sokorói-dombság déli nyúlványain. Környékét a Bornát-ér és mellékerei hálózzák be, talajadottságai gyengék, magas a talajvíz. Télen gyakoriak a hófúvások.
A település érintkezik Győr-Moson-Sopron vármegye határával. Északra Győr, délnyugatra Pápa, északkeletre Kisbér, Komárom, dél felé Veszprém vonzáskörzetébe tartozik. A környék lokális központja Veszprémvarsány, de az elvándorlás, a térségi mozgások (munkahely, ellátás) a már említett távolabbi központok felé irányulnak.

### Megközelítése
A község főutcája a Pápa és Kisbér között húzódó országút, amely ezen a szakaszon 832-es főútként számozódik; a főútból a község nyugati szélén ágazik ki a Sokorópátkán át egészen Ménfőcsanakig húzódó 8309-es út, ezen közlekedik a Győr-Bakonytamási buszjárat, összekötve a községet a kisalföldi  megyeszékhellyel.
A település vasúton is megközelíthető lenne, a Tatabánya–Pápa-vasútvonalon, de 2007. március 4. óta ezen a szakaszon szünetel a személyforgalom. Gic területén egy vasútállomás található (Gic-Hathalom vasútállomás), aminek közúti megközelítését a 832-es főútból, a 8309-es út egyenes folytatásaként kiágazó 83 304-es számú bekötőút biztosította.

## Története
Gic nevét 1235-ben Guechy, majd 1299-ben Gych néven említik az oklevelek. Középkori személynévből ered. A Chehy és a Giczi családok nyerték el királyi adományként. Egy része a XVII. században a pannonhalmi főapátságé lett.
A török 1531-ben a lakóházak felét felperzselte. 1542-ben elnéptelenedett. 1785-ben népesült be újra néhány nemessel és házatlan zsellérrel, akik az urasági épületekben laktak.

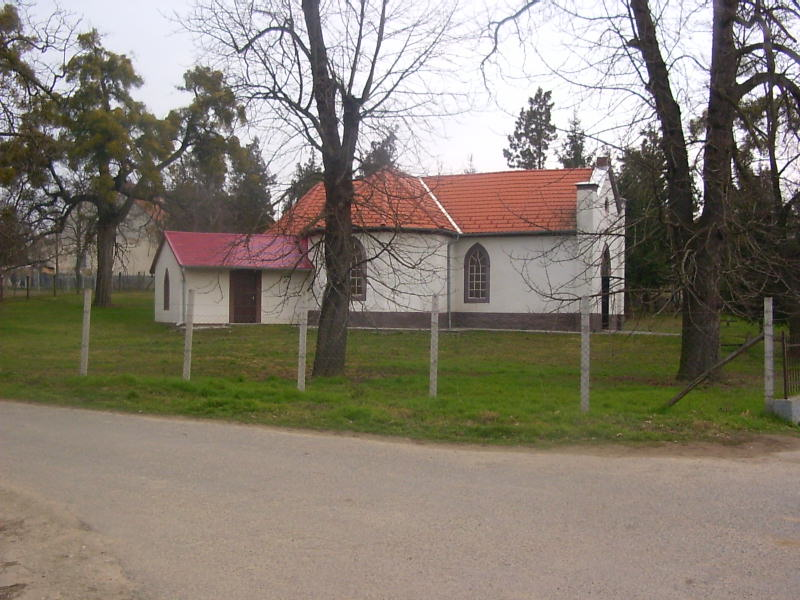
Kápolna

Három elpusztult középkori falu területének összevonásából keletkezett 1857-ben. A Csehi, Gic és Hathalom falvakból létrejött település lakosságának 97%-a uradalmi alkalmazott volt. Pusztaság volt az 1848–49-es forradalom és szabadságharcig. Nagybirtokosai ekkor: Jankovich–Bésán Endre, Jókay-Ihász Miklós és a bencés rend.  1945-ig jóformán a grófi kastélyból és a cselédházakból állt a község. 1957 óta a kastélyban gyógypedagógiai intézet van.

### Mai élete
A második világháború előtt a Jankovics-uradalomban a zártság ellenére a helyzet példamutató volt. A környéken először itt vezették be a nyolc osztályos oktatást. A továbbtanulási feltételek is adottak voltak helyileg. (szakmunkás bizonyítvány). A gróf hadirokkant-kórházat állított fel. Az árva lányoknak varrást tanítottak.
A kisközségből az elmúlt évtizedekben jelentős volt az elvándorlás. 1990-ben kiszakadtak a Romándi Községi Közös Tanácsból és az önállóság útjára léptek. Még a közös tanács idején telkek kiparcellázását végezték el. Ebből új utcák jöttek létre. Az akkori közös ügyeket a mai napig nem rendezték Románddal, Bakonygyiróttal és Bakonypéterddel. Ez mind a mai napig behatárolja az önkormányzat cselekvési lehetőségeit. Annál is inkább, mert az említett községek időközben Győr-Moson-Sopron megyéhez csatlakoztak. Az iskoláskorú gyermekek Sokorópátkára és Veszprémvarsányba járnak iskolába.

#### Intézmények és gazdasági egységek
- Gyógypedagógiai Intézet

1968-ban 65 főt foglalkoztatott. Ma kb.150 főt.
- Termelőszövetkezet

A községben 1949-ben alakult meg Alkotmány Tsz. néven. Majd két ízben 1953-ban és 1962-ben egyesült a romándi tsz.-szel. Később a veszprémvarsányival. A rendszerváltozás után a varsányi tsz. üzemegységei önálló kft-ké váltak szét.
- Gici Sajttermelő és Értékesítő kft.

A Tejüzem már az 1930-as években is működött Stauffer és Fiai tulajdonában. A sajtüzem 1948 óta működik. Az itt készült trappista sajt jelentős részét exportálják.

## Közélete

### Polgármesterei
- 1990–1994: Horváth Tibor (független)[4]
- 1994–1998: Horváth Tibor (független)[5]
- 1998–2002: Horváth Tibor (független)[6]
- 2002–2006: Horváth Tibor (független)[7]
- 2006–2010: Horváth Tibor (független)[8]
- 2010–2014: Horváth Tibor (független)[9]
- 2014–2019: Sebestyén Zoltánné (független)[10]
- 2019–2024: Németh Adrienn (független)[11]
- 2024– : Németh Adrienn (független)[1]

## Népesség
A település népességének változása:
| Lakosok száma | 370  | 356  | 353  | 321  | 354  | 341  | 326  |
|               | 2013 | 2014 | 2015 | 2021 | 2022 | 2023 | 2024 |

A 2011-es népszámlálás során a lakosok 83,8%-a magyarnak, 0,5% németnek, 0,3% cigánynak, 0,3% szlováknak mondta magát (16,2% nem nyilatkozott; a kettős identitások miatt az végösszeg nagyobb lehet 100%-nál). A vallási megoszlás a következő volt: római katolikus 68,1%, református 0,8%, evangélikus 2,1%, felekezeten kívüli 6% (22,8% nem nyilatkozott).
2022-ben a lakosság 97,7%-a vallotta magát magyarnak, 1,4% németnek, 0,8% cigánynak, 0,3% románnak, 1,1% egyéb, nem hazai nemzetiségűnek (2,3% nem nyilatkozott; a kettős identitások miatt a végösszeg nagyobb lehet 100%-nál). Vallásuk szerint 51,1% volt római katolikus, 3,1% evangélikus, 2% református, 0,6% egyéb katolikus, 14,7% felekezeten kívüli (28,5% nem válaszolt).

## Nevezetességei

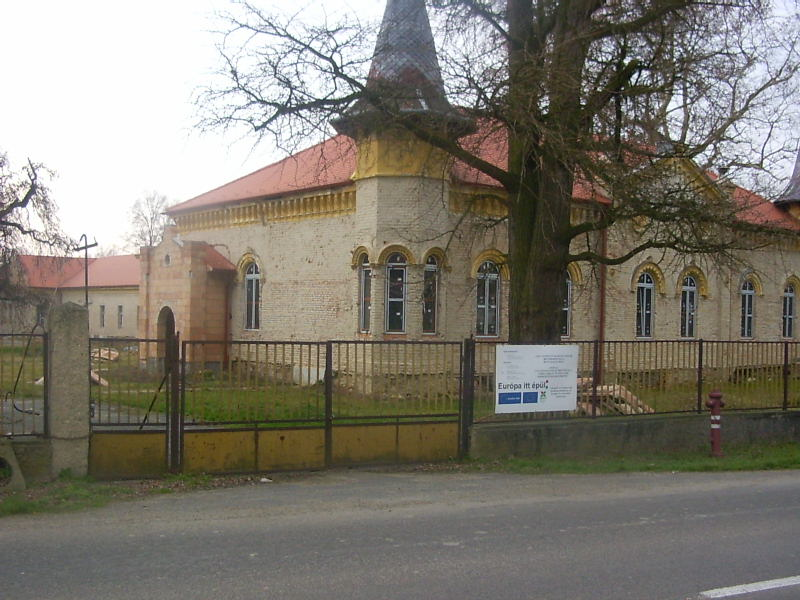
A felújítás alatt lévő kastély

- Jankovich-Bésán-kastély

Az egykori Jankovich kastélyban, korábban gyermek-gyógypedagógiai intézet működött, amelyet a megyei önkormányzat bezárt, az épületet pedig le akarta bontatni. A falubeliek egy vállalkozó bevonásával szállodát alakítottak volna ki az épületben, ám műemlékvédelmi viták miatt az épület elkészültéhez fél évtized is kevés volt.

## Testvértelepülés
- Diósförgepatony,  Szlovákia